# Parque Gülhane

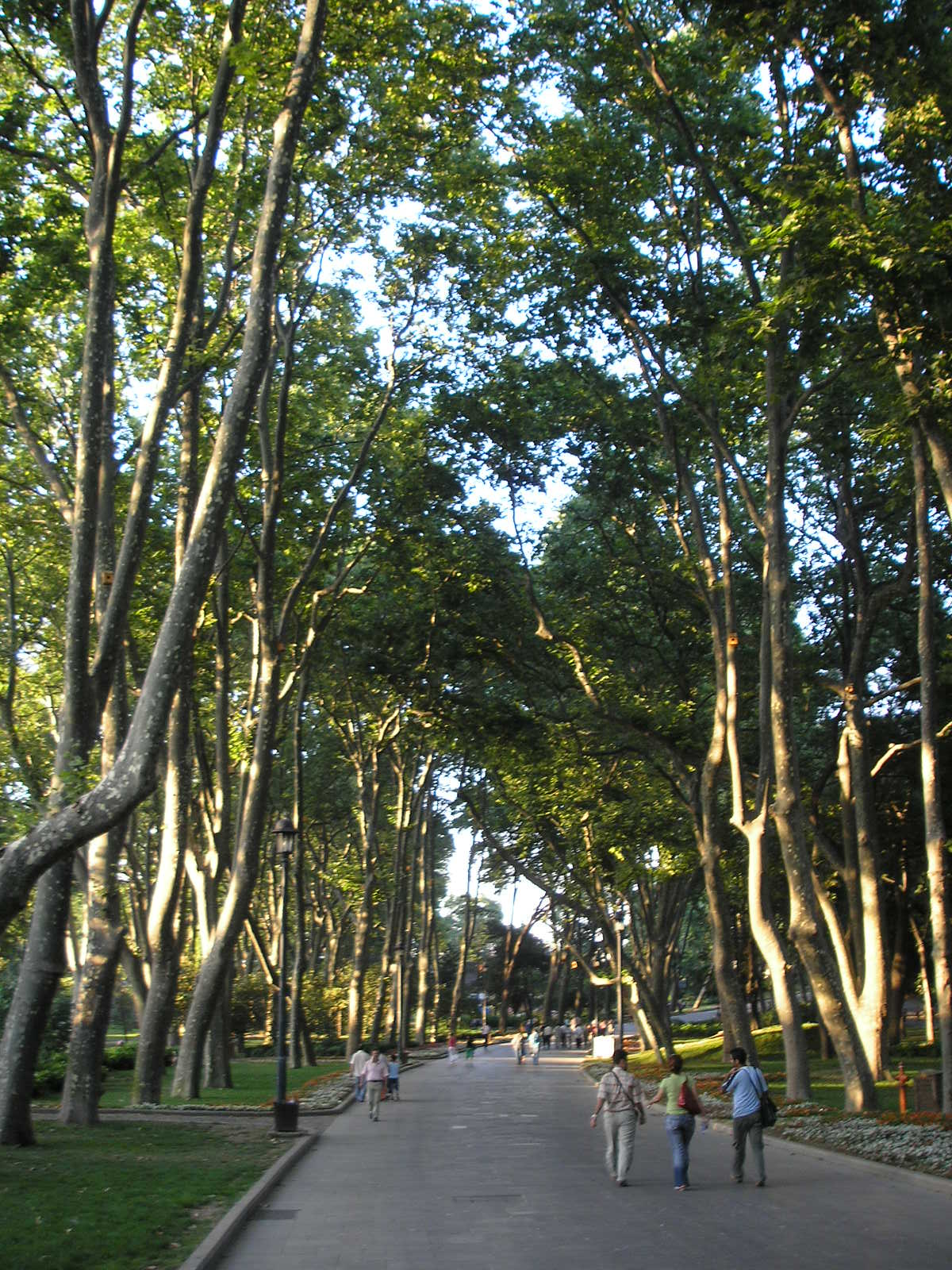
Vista del Parque Gülhane.

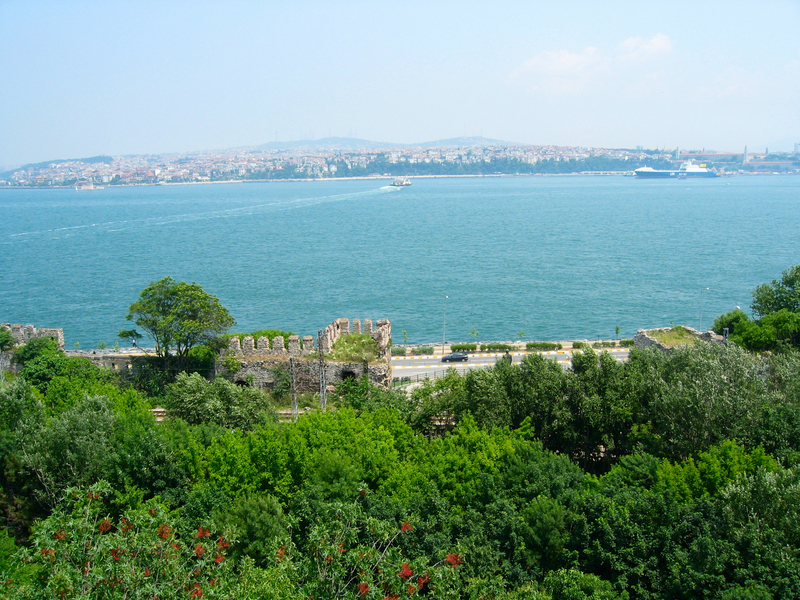
El Parque Gülhane visto desde el Palacio de Topkapı.

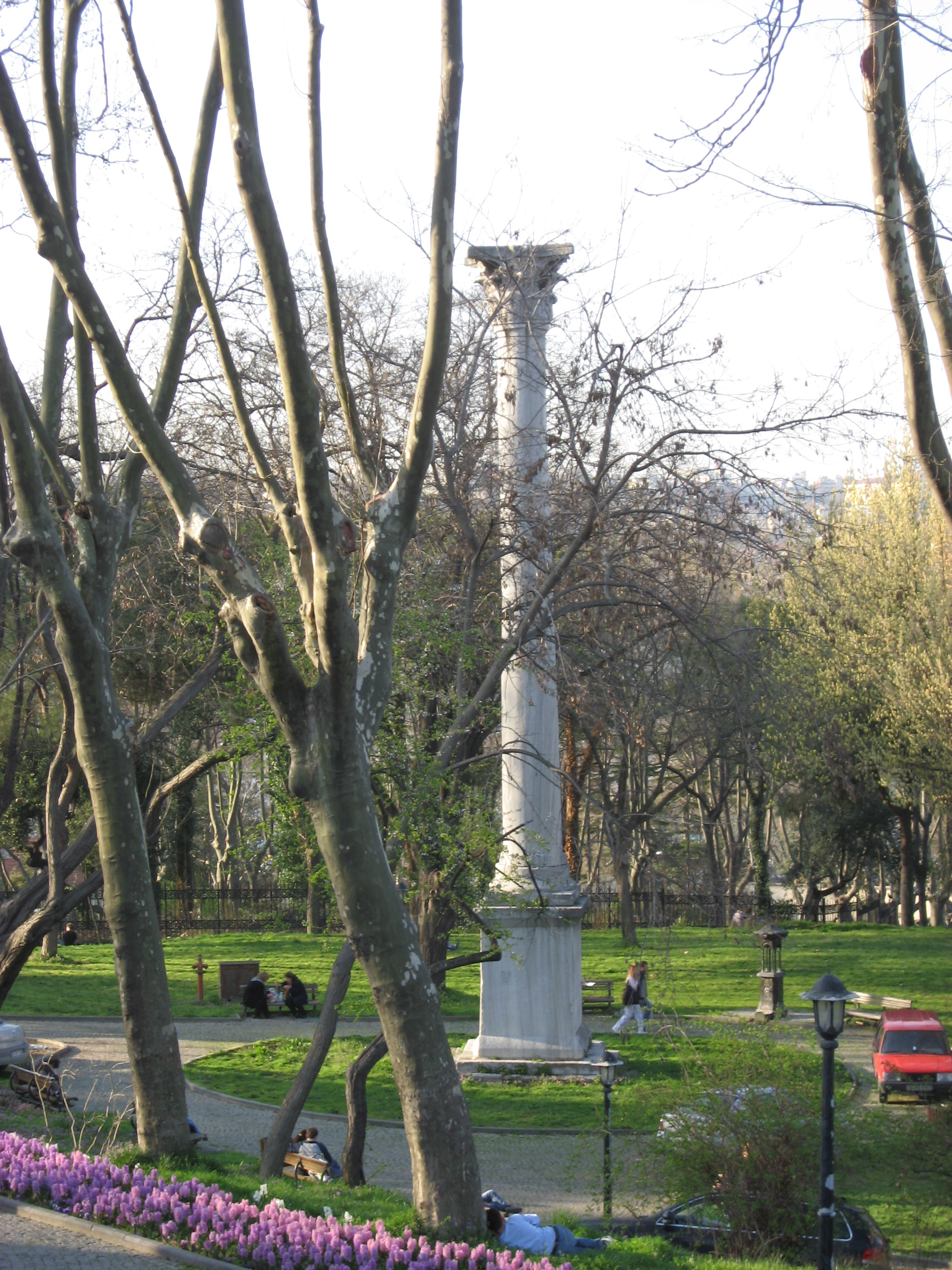
La Columna de los Godos (en turco, Gotlar Sütunu), de la época romana, commemora una victoria romana sobre los godos.

El Parque Gülhane (en turco, Gülhane Parkı) es un parque urbano histórico que se encuentra en el barrio de Eminönü, en Estambul, Turquía. Situado junto al Palacio de Topkapı y dentro del recinto del mismo, la entrada sur del parque ostenta una de las puertas más grandes del patio. Se trata de uno de los parques públicos más antiguos y de mayor extensión de Estambul.

## Historia
El Parque Gülhane formaba parte del jardín exterior del Palacio de Topkapı, formado esencialmente por un pequeño bosque. El ayuntamiento decidió dedicar parte del jardín exterior a un parque, el cual abrió sus puertas al público en 1912. Anteriormente, el parque contaba con zonas de recreo, cafés, etc. Posteriormente, se abrió un pequeño zoológico en el interior del parque.
La primera estatua de Atatürk en Turquía se erigió en el parque en 1926, esculpida por Heinrich Krippel.
Recientemente se acometieron obras de renovación en el parque, durante las cuales se retiró el zoológico y los espacios de recreo, lo cual aumentó el número de espacios abiertos. Se diseñaron recorridos para pasear y se renovó la laguna en un estilo moderno. Una vez retiradas las estructuras de hormigón, el parque recuperó el aspecto natural de los años 1950, descubriendo la existencia de árboles del siglo XIX.

## Libros
- Necipoğlu, Gülru (1991). Architecture, ceremonial, and power: The Topkapi Palace in the fifteenth and sixteenth centuries. Cambridge, Massachusetts: The MIT Press. p. 336. ISBN 0-262-14050-0.
- Fanny Davis. Palace of Topkapi in Istanbul. 1970. ASIN B000NP64Z2